# ロニー・バレット
ロニー・G・バレット（Ronnie G. Barrett, 1954年 - ）は、アメリカ合衆国の銃器設計者、実業家。テネシー州クリスティアナに所在する銃火器メーカー、バレット・ファイアーアームズの創立者であり、民生用としては最初の.50口径ライフルであるバレットM82の設計者として知られる。

## 生涯とキャリア
バレットは1954年にテネシー州のマーフリーズボロ (テネシー州)で生まれ、マーフリーズボロ中央高校を卒業する。1972年からはプロ写真家としてのキャリアをスタート。1982年、自身の写真館を所有。後にバレット社の代表作となる製品のアイデアを最初にひらめいたのもこの年のことであった。1982年1月1日、テネシー州ナッシュビルのストーンズ川で河川哨戒艇の写真を撮っていたとき、後に賞を受ける傑作の1枚を撮影したことがきっかけで、その哨戒艇に搭載されていた2機のブローニング機関銃に魅了され、.50口径弾に可能性を感じ始める。
当時.50口径のライフルは市販されていなかったため、バレットは新たな半自動式火器を作ろうと決意した。製造、技術の経験は持たなかったが、バレットは様々な機構を盛り込んだフルサイズライフルをスケッチした。コンセプトが固まったところで、彼は自分のスケッチをいくつかの町工場に持ち込んだが、彼のアイディアに価値があるのなら、何故今まで誰も作らなかったのかと一蹴される。しかし、それでも彼はあきらめなかった。
数日後、テネシー州スマーナで工具・金型メーカーを営んでいた技師ボブ・ミッチェルの協力を取り付ける。それぞれの仕事が終わると、彼らはバレットのアイディアに取り組み、ある時はガレージの小さなフライス盤、旋盤を使って徹夜で働いた。バレットは、鉄板工場の協力も取り付け、工場に来て従業員のハリー・ワトソンと作業することを許可された。こうした努力の末、肩撃ちのバレットライフルをわずか4カ月で完成させた。
初の試作銃を綿密に調整する傍ら、バレットはこの試作銃のノウハウを活かして改良され、より外見を洗練した2番目の試作銃の設計を始める。彼は最初の試作銃で射撃を行う様子のビデオを撮影し、新作に取り掛かった。ヒューストンの銃展示会で2番目の試作銃を展示したところ、3人が将来的に完成するライフルのために先行投資した。それでも資金は限られていたが、バレットは小さな工場を、床が砂利のガレージに立ち上げた。父が所有する木工所で制作した2つの木製ガンラックはそれぞれ15丁のライフルを収納できたので、バレットはまず30丁のライフルを制作した。

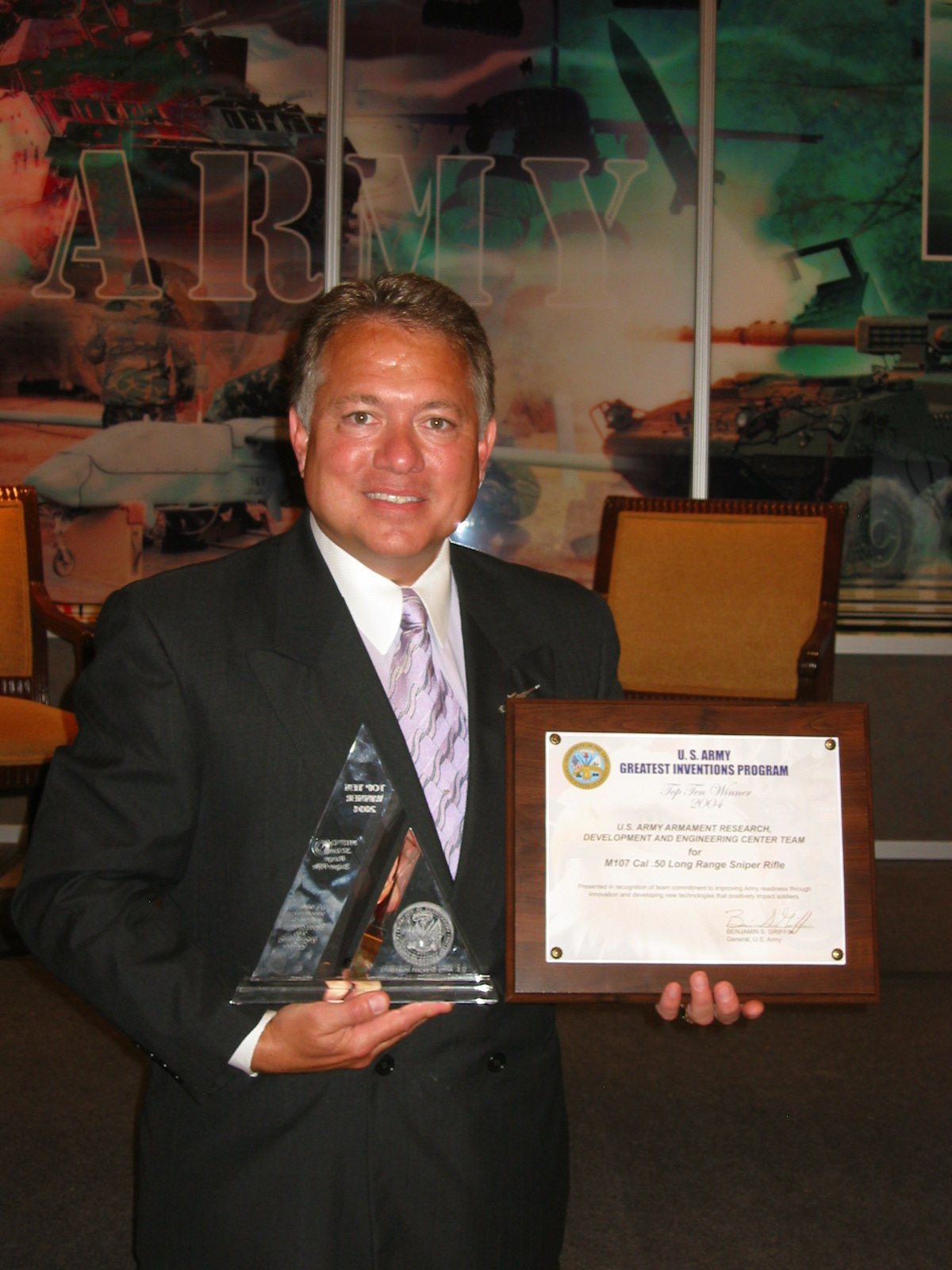
ロニー・バレットとトップ10賞

バレットが手描きしたライフルのイラストを用い、Shotgun News誌に広告を出したところ、最初の制作分はすぐに完売した。中央情報局（CIA）もバレットと契約を結び、アフガニスタン紛争においてソビエト連邦と敵対していたムジャーヒディーンへの支援のため、多数のライフルを購入している。
過去100年間、アメリカ軍に採用された銃器を手掛けた設計者はわずか7名だった。この7名には、本項のロニー・バレット以外に、ジョン・ブローニング、ジョン・ガーランド、ユージン・ストーナー、ジョン・T・トンプソン、メルヴィン・ジョンソン、ユージン・レイジングの6人がいる。また、最初の3人が手掛けた銃は、アメリカ政府あるいはその他の業者によって大量生産が行われた。この7名の設計者のうち、 その銃器が人名で呼ばれるのはブローニング、ガーランド、トンプソン、バレットらのみ。ストーナーの設計の中でアーマライト社から購入した2件の設計を除き、アメリカ政府に納入する銃を自社で設計し大量生産まで行うのはバレット社のみ。
バレットは2010年に、テネシー州議会議員のドナ・ローランドと結婚した。